# Lakeville (Minnesota)
Lakeville is een plaats (city) in de Amerikaanse staat Minnesota, en valt bestuurlijk gezien onder Dakota County.

## Demografie
Bij de volkstelling in 2000 werd het aantal inwoners vastgesteld op 43.128.
In 2006 is het aantal inwoners door het United States Census Bureau geschat op 53.074, een stijging van 9946 (23.1%).

## Geografie
Volgens het United States Census Bureau beslaat de plaats een oppervlakte van
97,2 km², waarvan 93,7 km² land en 3,5 km² water.

## Plaatsen in de nabije omgeving
De onderstaande figuur toont nabijgelegen plaatsen in een straal van 12 km rond Lakeville.